# Malacidina
Les malacidines són metabòlits sintetitzats per bacteris que es troben al sòl i poden matar bacteris grampositius. La seva activitat sembla depenent de calci. El seu descobriment va publicar-se el 2018.

Estructura de la malacidina

Les malacidines van ser descobertes utilitzant un nou mètode de rastreig del microbioma del sòl, el qual no requereix de cultiu cel·lular. Això va permetre identificar els components genètics necessaris per a produir el compost metabòlic. Es va veure que la malacidina A pot matar Staphylococcus aureus i altres bacteris grampositius.
En el moment de la publicació no es sabia si aquest descobriment podria convertir-se en un nou tipus d'antibiòtic, perquè cal temps i finançament per a poder realitzar tots els assajos pertinents per a poder verificar la seva efectivitat.

## Història
Les malacidines van ser descobertes per investigadors de la Universitat Rockefeller, liderats per Brad Hover i Sean Brady. El grup havia estat investigant per trobar antibiòtics relacionats amb la daptomicina i el seu mecanisme d'acció depenent de calci, però es va veure que era impossible de produir-lo amb les condicions del laboratori. El grup es va centrar doncs en fer aproximacions genètiques per a poder reproduir millor la producció del fàrmac de forma sintètica.
Per això es van centrar en una nova estratègia que consisteix en la biosíntesi de clústers genètics (BGCs) —gens que normalment s'expressen junts i que el bacteri utilitza per al seu metabolisme secundari. Per fer aquest experiment, es va extreure l'ADN de 2000 mostres de microbis del sòl per tal de generar una genoteca metagenòmica. Després van generar encebadors per amplificar els gens mitjançant la reacció en cadena de la polimerasa (PCR), es van seqüenciar i finalment es van analitzar les dades metagenòmiques per tal de confirmar que aquests eren els gens que buscaven (BGCs). Amb això es van adonar que al voltant del 19 per cent de totes les mostres cribrades presentaven un BGCs que els bacteris cultivats al laboratori no es trobaven, per això van agafar aquest BGCs i el van clonar en un altre bacteri que va arribar a expressar aquest nou metabolit secundari. Aquestes investigacions van ser publicades a Nature Microbiology al febrer del 2018.

## Estructura química
Les maladicines són macrociclo lipopèptids. El 2018, l'article en el qual es va publicar el descobriment, descrivia dues estructures que difereixen per un grup metilè (malacidina B) present a la cua lipídica. L'estructura peptídica inclou quatre aminoàcids no codificants (aminoàcids que de manera natural no es troben al codi genètic). El nom «malacidina» deriva de l'abreviació en anglès d'antibiòtic metagenòmic acídic lipopèptid (metagenomic acidic lipopeptide antibiotic) amb el sufix -cidina.

## Mecanisme d'acció
Les malacidines adquireixen la seva conformació després d'unir-se al calci; aquesta estructura calci-molècula s'uneix a lípid II, un precursor de la paret bacteriana encarregat de desencadenar la destrucció de la paret bacteriana i provocar la mort del bacteri. Per tant, seria un nou fàrmac del grup d'antibiòtics dependents de calci. Aquest descobriment reforça la teoria què el nombre d'antibiòtics dependents de calci és més extensa del què es pensava.

## Futures investigacions
El cribratge del sòl per a trobar nous compostos mitjançant la genòmica ja s'havia fet prèviament, i sembla que aquest mètode també s'estendrà per a determinar metabòlits primaris a part dels metabòlits secundaris sintetitzats per microorganismes.
Tot i això les malacidines encara no han estat provades en humans, ja que en el moment del seu descobriment no se sabia si al final es convertirien en un nou antibiòtic; el assajos clínics són processos llargs i molt costosos (milions de dòlars) fins que no se'n pot demostrar que són eficaços i segurs per als humans. A l'article publicat el 2018, s'evidencia que les malacidines poden matar els bacteris grampositius, però no els gramnegatius; però sí que en canvi tenen la capacitat de matar bacteris multiresistents, incloent els resistents a vancomicina i Staphylococcus aureus resistents a metilicina (causants d'infeccions a la pell).